# Coupe du Portugal de football 1951-1952
Navigation
1950-1951 1952-1953

La Coupe du Portugal de football 1951-1952 est la 12e édition de la Coupe du Portugal de football, considéré comme le deuxième trophée national le plus important derrière le championnat. 
La finale est jouée le 15 juin 1952, au stade national du Jamor, entre le Benfica Lisbonne et le Sporting Clube de Portugal. Le Benfica remporte son sixième trophée en battant le Sporting 5 à 4.

## Finale
| 15 juin 1952 | Benfica Lisbonne | 5 - 4   | Sporting Clube de Portugal | Stade national du Jamor           |                                   |
|              |                  | (1 - 1) |                            | Arbitrage : Joaquim Reis e Santos | Arbitrage : Joaquim Reis e Santos |
|              | Feuille de match |         |                            | Arbitrage : Joaquim Reis e Santos | Arbitrage : Joaquim Reis e Santos |